# Voe (Gewässer)

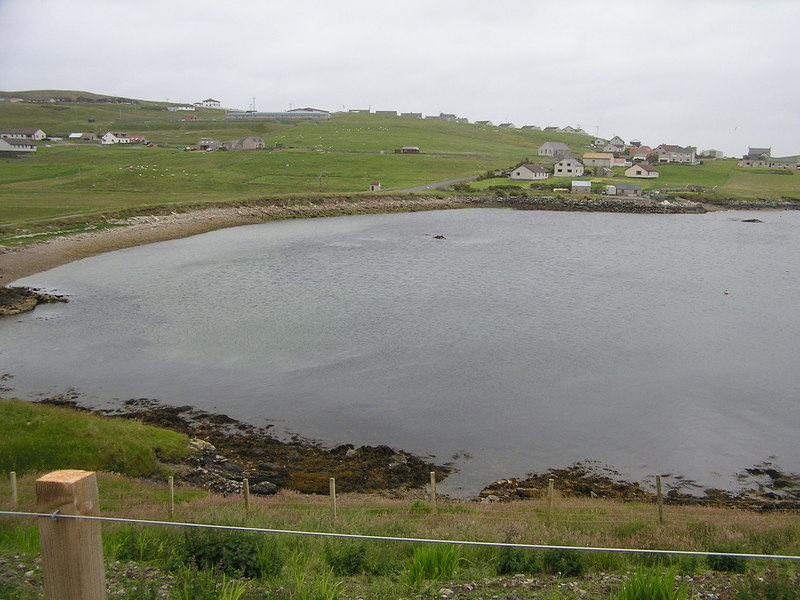
Die Bucht North Voe auf Whalsay

Als Voe werden auf den schottischen Shetland- und Orkneyinseln schmale Meeresbuchten bezeichnet. Das Wort geht auf altnordisch vágr zurück und steht für eine geschützte Bucht. Insbesondere auf den Shetlands ist Voe auch als Toponym verbreitet, die Bandbreite reicht dabei von nur wenige hundert Meter breiten Buchten bis zu etliche Kilometer langen Inlets wie etwa dem durch seinen Erdöverladehafen bekannten Sullom Voe. Das im übrigen Schottland hierfür verbreitet verwendete Loch beschränkt sich auf den beiden Inselgruppen auf Seen im Binnenland. Kleinere Buchten, die durch steile Klippen vom übrigen Festland abgegrenzt sind, werden als Geo bezeichnet.